# 花原市駅
花原市駅（けばらいちえき）は、岩手県宮古市大字花原市にある、東日本旅客鉄道（JR東日本）山田線の駅。

## 歴史
- 1961年（昭和36年）12月20日：開業[2][3]。気動車の旅客のみを取り扱う駅員無配置駅[4]。
- 1987年（昭和62年）4月1日：国鉄分割民営化により、東日本旅客鉄道の駅となる[2]。
- 2024年（令和6年）10月1日：えきねっとQチケのサービスを開始[1][5]。

## 駅構造
単式ホーム1面1線を有する地上駅である。駅舎はなくホームに待合所がある。盛岡駅管理の無人駅である。

## 駅周辺
- 岩手県北バス・東日本交通「花原市」停留所
- 華厳院（下閉伊地区最古の歴史を持つ。花原市駅前にある）
- 国道106号
- 閉伊川

## 隣の駅
東日本旅客鉄道（JR東日本）
■山田線
□快速「リアス」
通過
■普通
蟇目駅 - 花原市駅 - 千徳駅